# Sarón (mitología)
En la mitología griega, Sarón fue un rey de Trecén que mandó erigir un templo en honor de Artemisa (Artemisa Saronia) a orillas del mar. 
Un día que perseguía a un ciervo, Sarón se ahogó, pero las olas devolvieron su cuerpo, que fue encontrado en la escalinata del templo, y allí fue inhumado. 
En adelante, se llamaría golfo Sarónico al brazo de mar donde se había producido esa muerte.
| Predecesor: Altepo | Reyes de Trecén | Sucesor: Hiperes |